# Śpiewacza Skała
Śpiewacza Skała lub Śpiewacza – ostaniec wierzchowinowy wchodzący w skład grupy skał zwanych Ostańcami Jerzmanowickimi. Znajduje się w najwyższych partiach Wyżyny Olkuskiej, w miejscowości Jerzmanowice, w odległości ok. 700 m na południowy zachód od drogi krajowej nr 94. Wznosi się samotnie wśród pól uprawnych. Ma wydłużony kształt o grzbiecie przebiegającym z południowego zachodu na północny wschód. W bliskim sąsiedztwie, na południe od Śpiewaczej Skały znajdują się jeszcze trzy inne ostańce: Fijołkowa, Babia i Sikorka.
Śpiewacza, jak wszystkie Ostańce Jerzmanowickie zbudowana jest ze skał wapiennych. Znajduje się na terenie prywatnym. Od strony południowo-wschodniej jest niska i łatwa do wejścia, na północny zachód opada znacznie stromiej – ścianą lub urwiskiem.
Jest jednym z 41 pomników przyrody gminy Jerzmanowice-Przeginia (figuruje w rejestrze wojewódzkim pomników przyrody pod nr 10/20). Znajduje się w Parku Krajobrazowym Dolinki Krakowskie.